# Округ Колуса (Калифорнија)
Колуса (енгл. Colusa County) је округ у америчкој савезној држави Калифорнија.

## Демографија
По попису из 2010. године број становника је 21.419, што је 2.615 (13,9%) становника више него 2000. године.
| Група             | 2000.         | 2010.          |
| Белци             | 9.018 (48,0%) | 8.524 (39,8%)  |
| Афроамериканци    | 103 (0,5%)    | 195 (0,9%)     |
| Азијати           | 228 (1,2%)    | 281 (1,3%)     |
| Хиспаноамериканци | 8.752 (46,5%) | 11.804 (55,1%) |
| Укупно            | 18.804        | 21.419         |